# チニアトキシン
チニアトキシン（tinyatoxin、TTX、TTN）は、高い炎症性を示すレシニフェラトキシンおよびカプサイシンの構造類縁体である。チニアトキシンは神経毒であり、知覚神経のバニロイド受容体を介して作用する。チニアトキシンはカプサイシンと同様に薬剤としての利用の見込みがある。チニアトキシンはレシニフェラトキシンよりも約3倍活性が低い。